# Zhang Peijun
Zhang Peijun (chiń. 張佩君; ur. 29 kwietnia 1958 w Szanghaju) – chińska piłkarka ręczna, medalistka olimpijska.
Uczestniczka Letnich Igrzysk Olimpijskich 1984, podczas których reprezentacja Chin zdobyła brązowy medal. Wystąpiła jedynie w spotkaniu przeciwko reprezentacji RFN.